# Josikava Josihisza
Josikava Josihisza, japánul: 吉川 貴久 (Fukuoka, 1936. szeptember 4. – 2019. október 12.) olimpiai bronzérmes japán sportlövő.

## Pályafutása
Az 1960-as római és az 1964-es tokiói olimpián 50 m-es sportpisztolyban versenyszámban bronzérmet szerzett. 1962 és 1970 között három Ázsia-játékokon vett részt, ahol négy aranyérmet nyert.

## Sikerei, díjai
- Olimpiai játékok – sportpisztoly 50 m
  - bronzérmes (2): 1960, Róma, 1964, Tokió
- Ázsia-játékok – sportpisztoly
  - aranyérmes (4), 1962 (50 m), 1966 (50 m), 1970 (25 m és 50 m)